# A sud dei tropici
A sud dei tropici (Adventures of the Seaspray) è una serie televisiva australiana trasmessa originalmente dal 1965 al 1967.

## Trama
La trama vede lo scrittore francese John Wells veleggiare a bordo della Seaspray negli sconfinati mari a sud del Pacifico. Lo accompagnano in questo avventuroso viaggio i figli Mike, Noah e Susan.

## Personaggi e interpreti
- Dan Wells, skipper della Seaspray (32 episodi, 1965-1967), interpretato da Walter Brown.
- Mike Wells, figlio (33 episodi, 1965-1967), interpretato da Gary Gray.
- Susan Wells, figlia (33 episodi, 1965-1967), interpretata da Susanne Haworth.
- Willyum (33 episodi, 1965-1967), interpretato da Leoni Lesinawi.
- Noah Wells, figlio (9 episodi, 1965-1967), interpretato da Rodney Pearlman.
- Ispettore Dales (2 episodi, 1967), interpretato da Paul Stockman.

## Trasmissione e distribuzione
La serie televisiva è stata trasmessa in Italia a partire dal 26 febbraio 1973 (fonte: annata 1973 del Radiocorriere-TV, numero 9).

## Episodi
| Stagione       | Episodi | Prima TV Australia | Prima TV Italia |
| -------------- | ------- | ------------------ | --------------- |
| Prima stagione | 32      | 1965               | 1973            |